# Pasarlegi
Pasarlegi is een bestuurslaag in het regentschap Lamongan van de provincie Oost-Java, Indonesië. Pasarlegi telt 1608 inwoners (volkstelling 2010).